# Novooleksandrivka (sídlo městského typu v Luhanské oblasti)
Novooleksandrivka (ukrajinsky Новоолександрівка; rusky Новоалександровка – Novoalexandrovka) je sídlo městského typu v Luhanské oblasti na Ukrajině. Leží při ústí potoka Dovžyk do Velyké Kamjanky zhruba jedenáct kilometrů západně od Krasnodonu. V roce 2011 žilo v Novooleksandrivce přes šestnáct set obyvatel.

## Dějiny
Osada vznikla v 17. století. Nejprve na místě budoucí Novooleksandrivky existovaly dvě malé rolnické osady: osady byly dva statky: Těpljanskij a Procykovo, které se ve druhé polovině 19. století sloučily do Novooleksadrivky. Na konci 19. století v osadě vznikly první uhelné doly. 
Status sídla městského typu získala Novooleksandrivka v roce 1938.
V průběhu Velké vlastenecké války byla osada obsazena německými vojsky.
Od jara 2014 byla součástí samozvané Luhanské lidové republiky.